# Ентратико
Ентратико (итал. Entratico) је насеље у Италији у округу Бергамо, региону Ломбардија.
Према процени из 2011. у насељу је живело 1734 становника. Насеље се налази на надморској висини од 273 м.

## Становништво
| 1936. | 1951. | 1961. | 1971. | 1981. | 1991. | 2001. | 2011. |
| ----- | ----- | ----- | ----- | ----- | ----- | ----- | ----- |
| 995   | 1.052 | 1.075 | 1.163 | 1.248 | 1.354 | 1.452 | 1.878 |